# Falkenbergs FF
A Falkenbergs FF, teljes nevén Falkenbergs Fotbollförening egy svéd labdarúgócsapat, melynek székhelye Falkenberg városa. 1928-ban alapították és jelenleg az első osztályban szerepel. 1955-ben a női szakosztálya is megalapult a klubnak.

## Jelenlegi keret
2015. augusztus 11-i állapot szerint.
| #  |     | Poszt | Név                                               |
| -- | --- | ----- | ------------------------------------------------- |
| 1  | SWE | K     | Otto Martler                                      |
| 2  | SWE | V     | Rasmus Sjöstedt                                   |
| 4  | SWE | V     | Daniel Johansson                                  |
| 5  | SWE | V     | Linus Andersson                                   |
| 6  | SWE | KP    | Rasmus Andersson                                  |
| 7  | SWE | KP    | David Svensson                                    |
| 8  | SWE | V     | Tobias Karlsson                                   |
| 9  | SWE | CS    | Gustaf Nilsson                                    |
| 10 | GHA | CS    | Godsway Donyoh (kölcsönben a Manchester City-től) |
| 11 | SWE | KP    | Johannes Vall                                     |
| 12 | SWE | KP    | Christoffer Carlsson                              |
| 13 | SWE | V     | Adam Eriksson                                     |
| 14 | SWE | V     | Per Karlsson                                      |

| #  |     | Poszt | Név                |
| -- | --- | ----- | ------------------ |
| 15 | SWE | CS    | Stefan Rodevåg     |
| 16 | SWE | K     | Alexander Lundin   |
| 18 | ENG | CS    | Hakeem Araba       |
| 19 | SWE | KP    | Johan Svahn        |
| 20 | SWE | KP    | Calle Wede         |
| 21 | NZL | KP    | Dan Keat           |
| 23 | GHA | V     | Enock Kwakwa       |
| 27 | SWE | CS    | Zlatan Krizanović  |
| 31 | SWE | KP    | Erik Zetterberg    |
| 33 | SWE | V     | Tibor Józa         |
| 70 | EGY | KP    | Alexander Jakobsen |
| 77 | SWE | KP    | Kamal Mustafa      |

## Menedzserek
| - Thure Claesson (1929–31) - Henning Svensson (1932–33) - Tobbi Svenson (1934–46) - Erik Göransson (1947) - Henry Antfors (1948–50) - Nils Rydell (1951) - Gösta Lambertsson (1952) - Tobbi Svenson (1953–54) - Gunnar Rydberg & Axel Löfgren (1955) - Gunnar Rydberg (1956) - John Vikdahl (1957–58) - Rune Ludvigsson & Fingal Mårtensson (1959) - Ingemar Pettersson (1960) | - Gunnar Svensson (1961–63) - Rolf Johansson (1964–65) - Gunnar Svensson (1966–67) - Hans Ambrosius (1968) - Alf Jönsson (1969–70) - Ove Bernhard & Rolf Jakobsson (1971–72) - Hans Ambrosius (1973) - Lars Nylander (1974–76) - Jan Anders Andersson (1977–79) - Bengt Carnelid (1980–81) - Hasse Selander (1982–84) - PG Skoglund (1985–86) - Olle Kristenson (1987–89) | - Bryan King (1990–91) - Stig Kristensson (1992–96) - Rutger Backe & Sven Sjöholm (1997) - Roberto Jakobsson (1997–99) - Uno Andersson (2000–01) - Örjan Glans (2002–03) - Lars Borgström (2004) - Stig Kristensson (2004–07) - Thomas Askebrand (2008–12) - Hans Eklund (2013) - Henrik Larsson (2014) - Hans Eklund (2015–) |

## Sikerek
- Superettan:
  - Győztes (1): 2013

## Külső hivatkozások
- Falkenbergs FF – Hivatalos honlapja
- Svenskafans.com – Szurkolói oldal